# デ・ゼーヴェン・プロヴィンシェン級フリゲート
デ・ゼーヴェン・プロヴィンシェン級フリゲート（デ・ゼーヴェン・プロヴィンシェンきゅうフリゲート、オランダ語: De Zeven Provincien klasse fregatten）は、オランダ海軍のフリゲートの艦級。LCF（オランダ語: Luchtverdedigings en Commando Fregat、防空・指揮フリゲート）計画に基づき、APAR多機能レーダーを中核とするNAAWS防空システムを備えた防空艦兼嚮導艦として建造された。ネームシップの艦名は、オランダの別称、「七州連合」（デ・ゼーヴェン・プロヴィンシェン）に由来する。

## 来歴
1980年代後半、NATO加盟8カ国の海軍は、NFR-90構想のもとで、フリゲートの国際共同開発計画に着手した。オランダも、トロンプ級フリゲートやコルテノール級フリゲートの一部を更新するため、この計画に加わっていた。しかし計画の過程で各国の要求事項の差異が顕在化し、1989年にはイギリス、フランス、イタリアが相次いで計画から離脱した。オランダを含め、残る5ヶ国は計画の続行を試みたものの、1990年1月18日、計画のキャンセルが決定された。
計画の参加国はそれぞれに戦闘艦の開発を続行することとなったが、このうち、ドイツ、オランダ、スペインの3カ国はTFC（Trilateral Frigate Cooperation: 三国フリゲート共同）計画を開始した。1993年10月には、ドイツのブローム・ウント・フォス（B+V）社、オランダのロイヤル・シェルデ社、スペインのバサン社の3社で、共同調達や調達方針に関する覚書が取り交わされた。艦隊防空への運用構想の違いのため、スペイン海軍はのちに計画から離脱してイージスシステムを採用したアルバロ・デ・バサン級フリゲートを建造したが、残るドイツとオランダは2カ国で計画を続行した。これによって建造されたのが本級であり、また、ドイツにおけるTFC計画艦がザクセン級フリゲートである。

## 設計

### 船体
NFR-90計画の反省から、TFC計画では船体や機関の共通化を諦め、装備の共通化に力点をおいていた。この結果、本級はドイツのザクセン級と似通ったサイズ・外観である一方、設計の細部については独自色が強くなっており、基本的には先行するカレル・ドールマン級（M級）をもとに防空艦として改設計したものとなっている。またモジュール化およびステルス化が導入された。
ダメージコントロールのため、船体内は7つのゾーンに区分されている。このゾーンを区分する隔壁には、PriMaと称される対爆・対弾片処理が導入されている。これはダブルスキン構造の隔壁同士を無補剛の接合材によって接合することにより、爆風を膜のように受け流し、また船体が大きな損害を受けても構造的な連続性を保つことができるよう配慮されている。

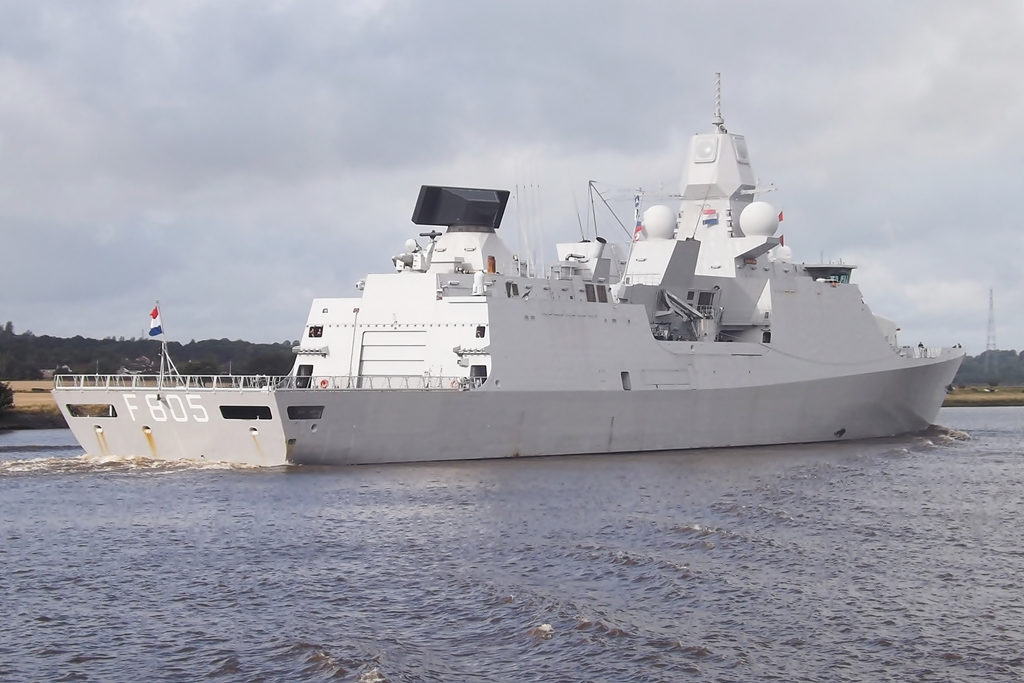
右後方から見た「エヴァーツェン」。ステルスを強く意識した設計であるが、艦尾部分には大きな開口部もある。
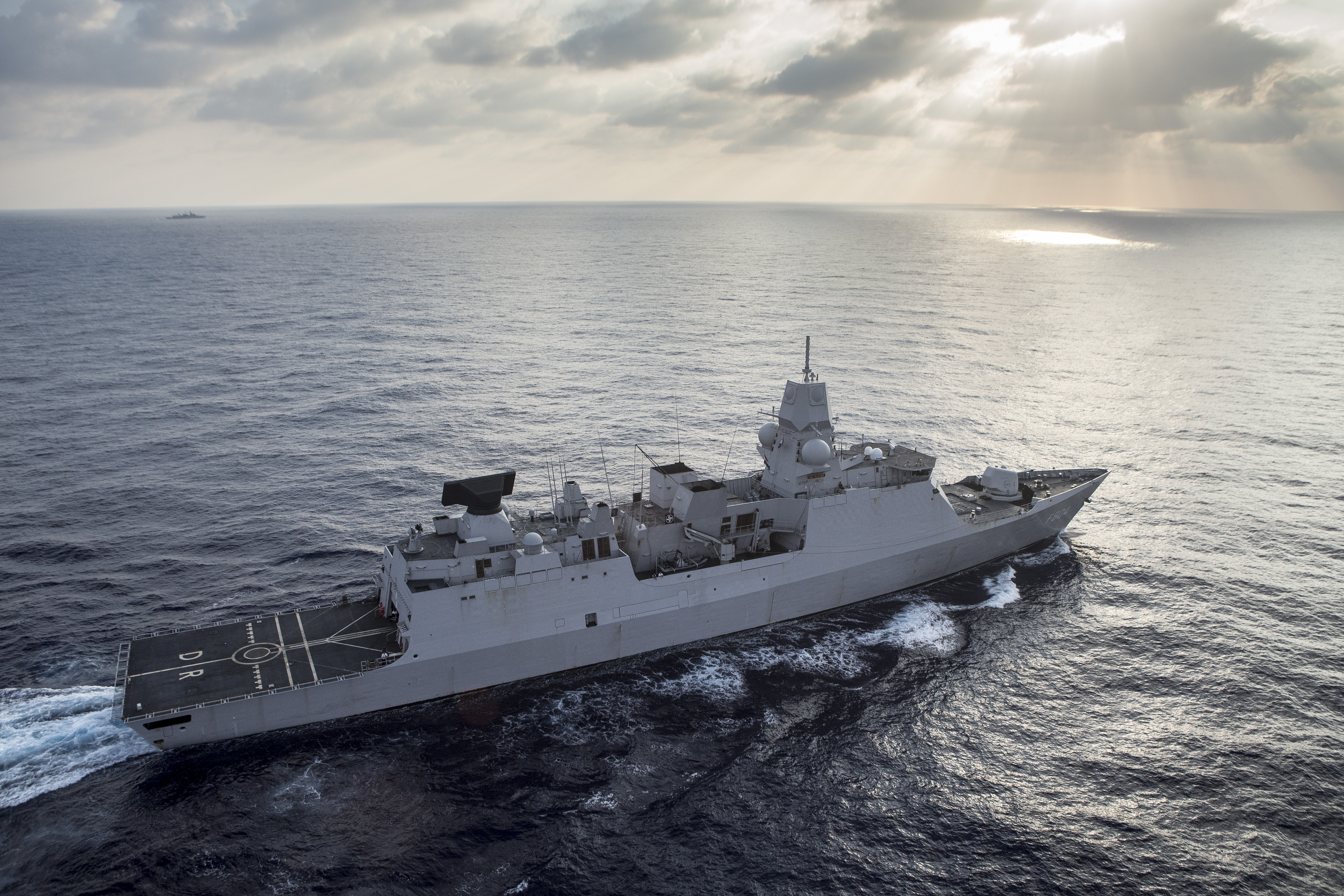
斜め上方から見た「デ・ロイテル」。露天甲板はステルス性を意識し、高い外舷隔壁の内側に艤装品等が配置されている。主砲後方にはMk.41VLSが見える。

### 機関
主機関としては、当初ノースロップ・グラマン/ロールス・ロイス WR-21ガスタービンエンジンの導入が予定されていたが、開発の遅延のために断念され、カレル・ドールマン級と同系列のロールス・ロイス スペイSM1Cが採用された。ただし設計面ではWR-21の搭載を予定していたことから、将来的な換装も検討されている。なお2枚舵には減揺機能が組み込まれている。
電源としては、GEC-アルストム・パクスマン12VP185ディーゼルエンジンを原動機とした出力1,650キロワットの発電機4基が搭載された。電気方式は、220ボルトまたは115ボルトの60ヘルツ交流、および24ボルトまたは28ボルトの400ヘルツ交流である。

## 装備

### C4ISTAR
戦闘システムの中核となる戦術情報処理装置としては、同国シグナール（Signaal、現 タレス・ネーデルラント）社のSEWACO-FDが採用された。ワークステーション36基を備えており、またリンク 11およびリンク 16による戦術データ・リンクに対応している。また全艦が嚮導艦として、戦隊司令部を収容できる設備を有している。
中核的なセンサーとなるのがAPAR多機能レーダーである。これはその名の通り、アクティブ・フェーズドアレイ（AESA）アンテナを用いたフェーズドアレイレーダーであり、塔型の前檣の周囲に4面のアンテナを固定装備している。当初は、艦首尾線にそれぞれ45度の角度を持たせて設置される予定であったが、1997年の決定により、艦首尾線に並行ないし垂直に装備するように変更された。多機能レーダーとして、目標の捜索・捕捉からミサイルの誘導までを一手に担っているが、Xバンドで動作することから探知距離は比較的短く、これを補完するための早期警戒レーダーとしてLバンドのSMART-Lも併載される。
また光学機器も充実しており、低光量テレビカメラや赤外線暗視装置などを備え、目標捜索・捕捉用のミラドールTEOOS（Trainable Electro-Optical Observation System）、および捜索専用のシリウスが搭載される。
ソナーとしては、DSQS-24C（ASO-90）をバウ・ドームに収容して搭載する。曳航ソナーの装備も検討されたものの、実現していない。

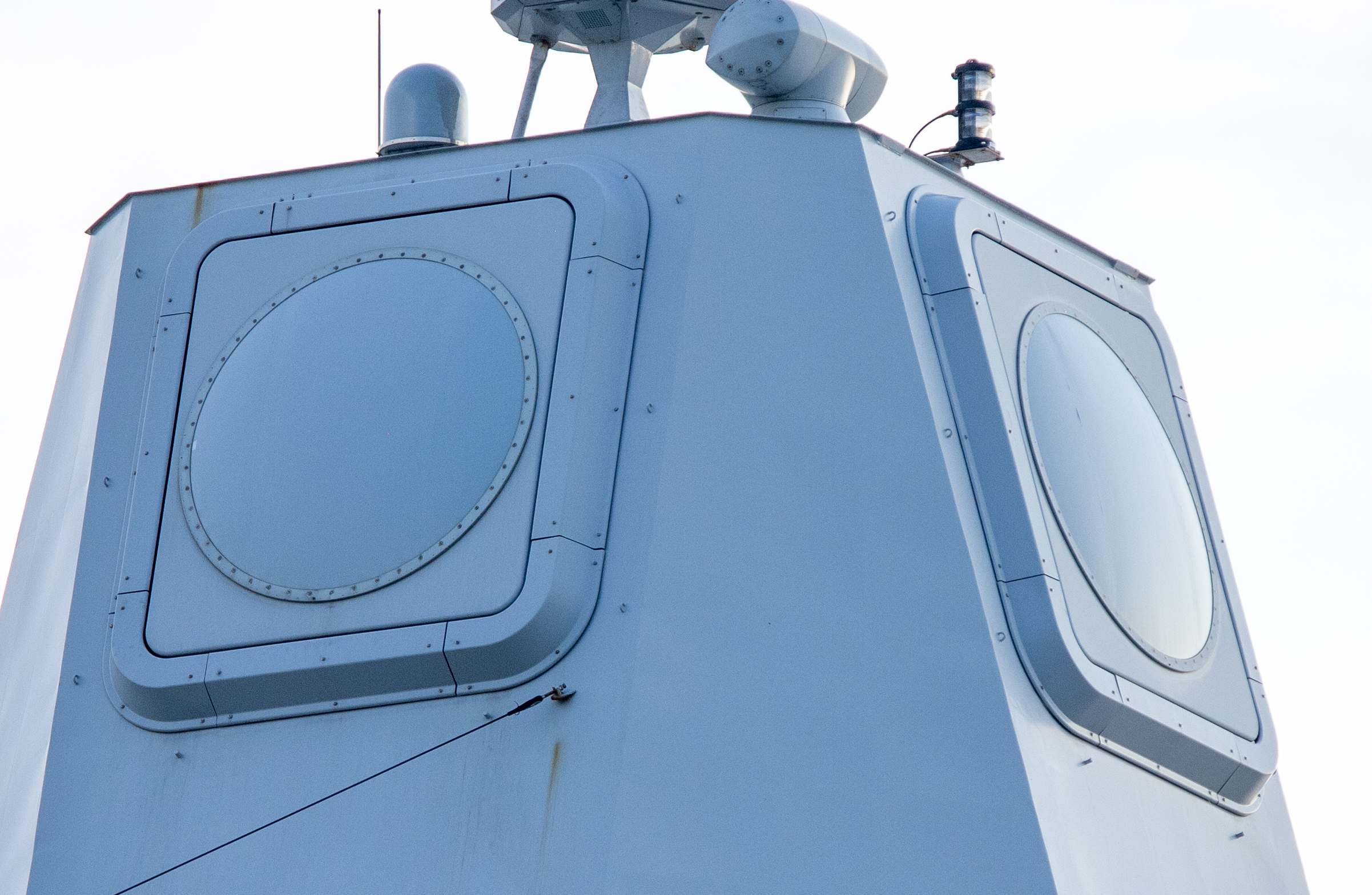
APAR多機能レーダー
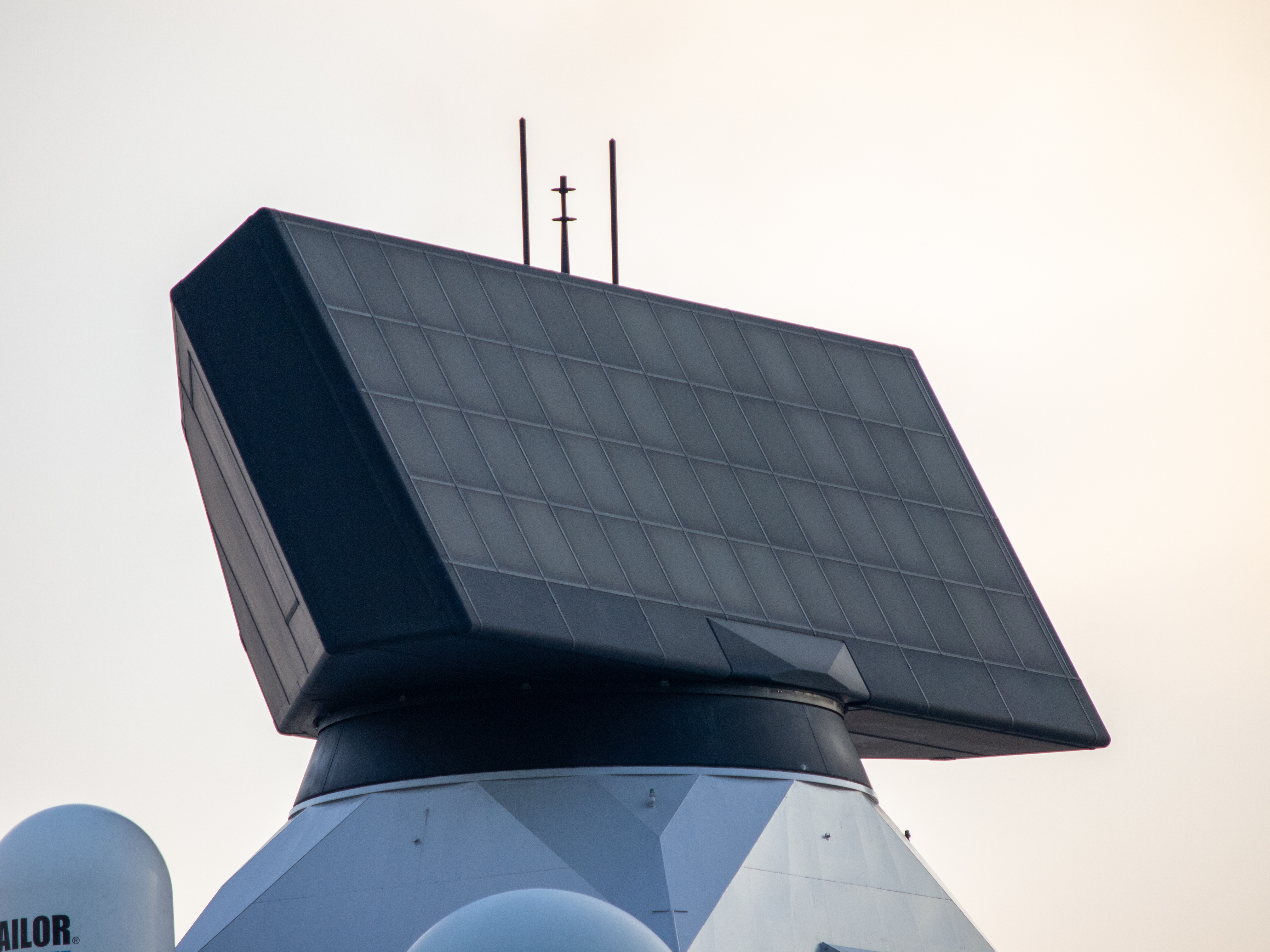
SMART-L早期警戒レーダー
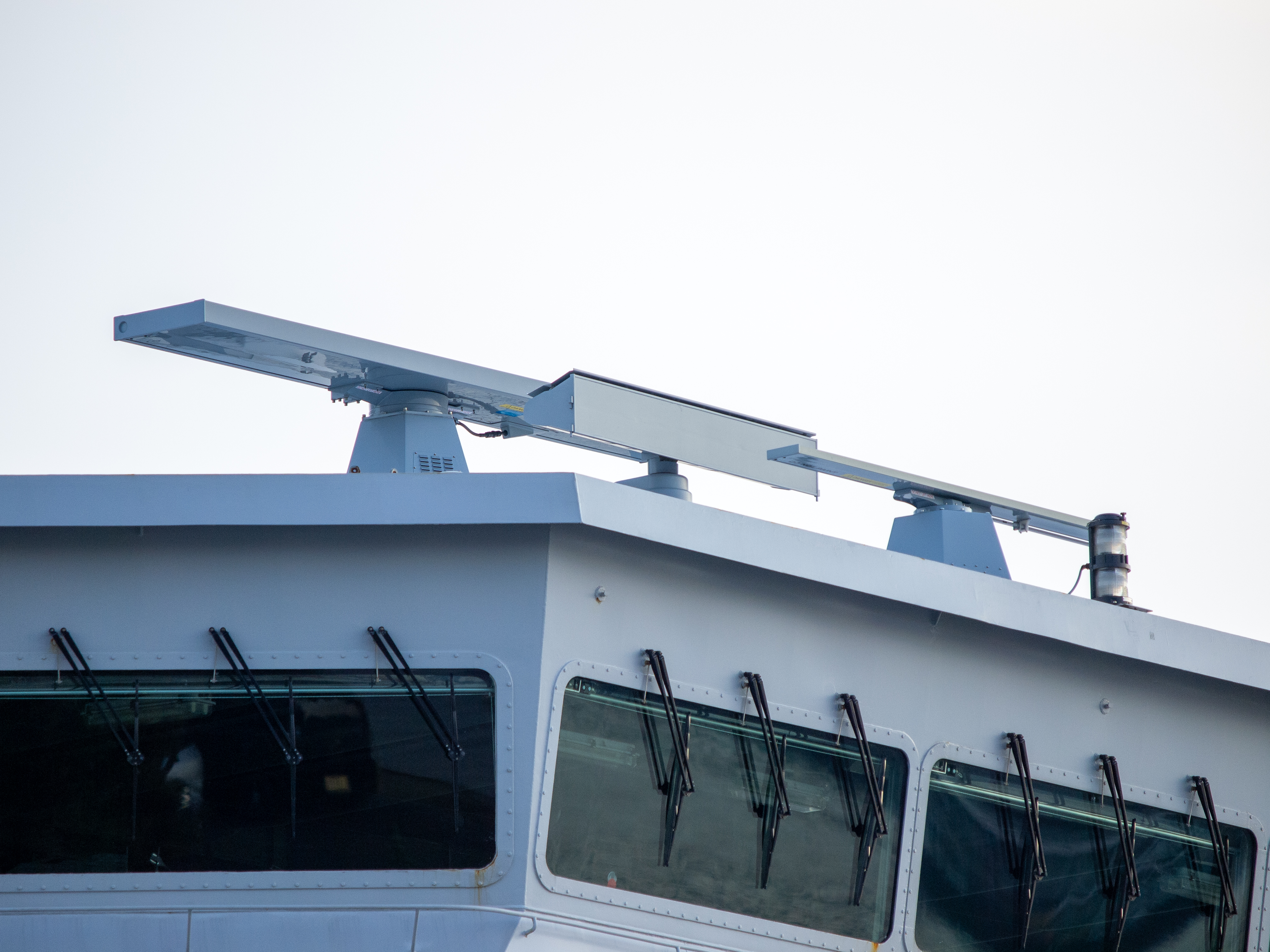
タレス・スカウト 対水上/航海用レーダーおよびデッカ・NAV航海用レーダー
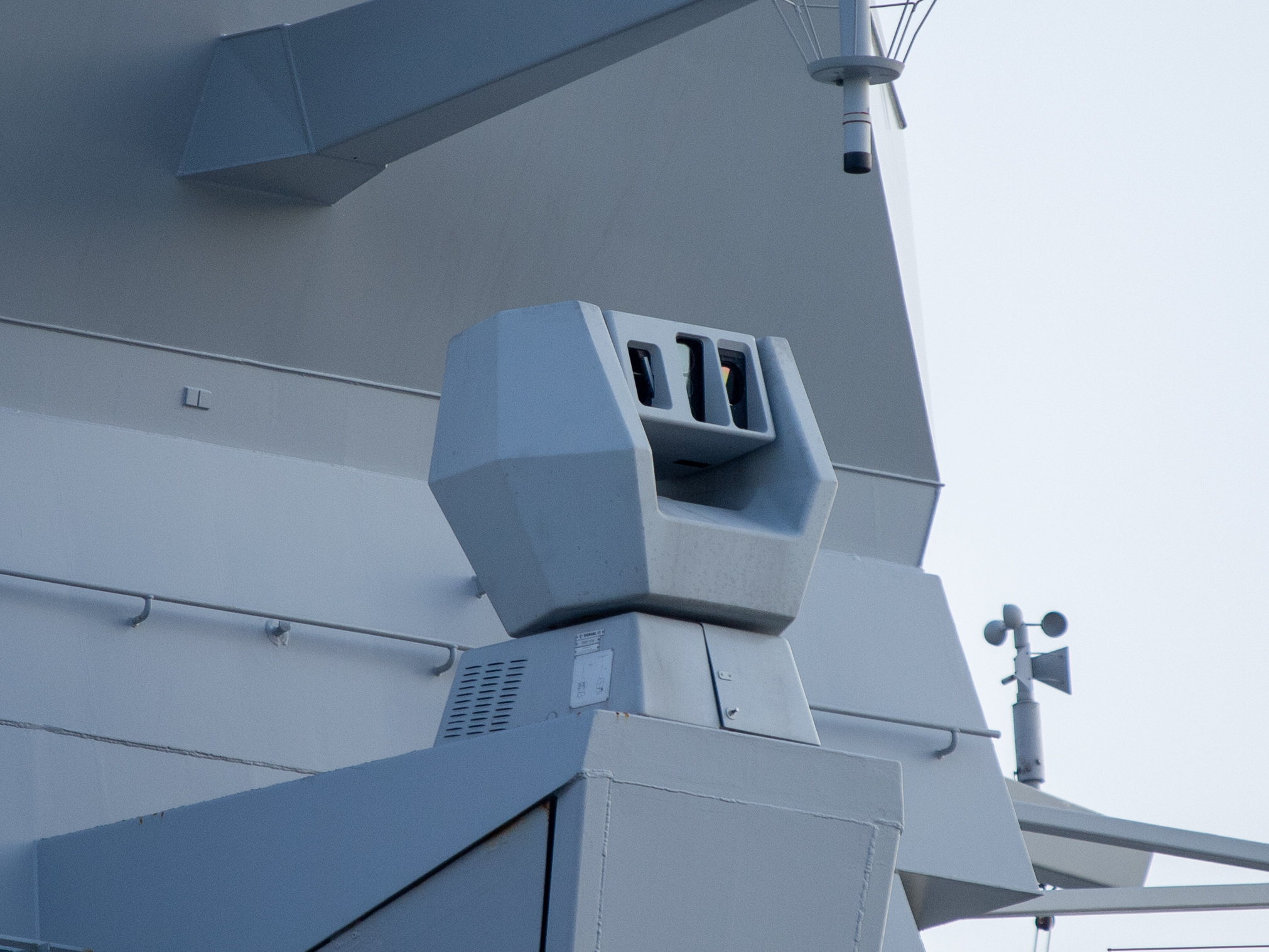
ミラドールTEOOSの可動式カメラ部
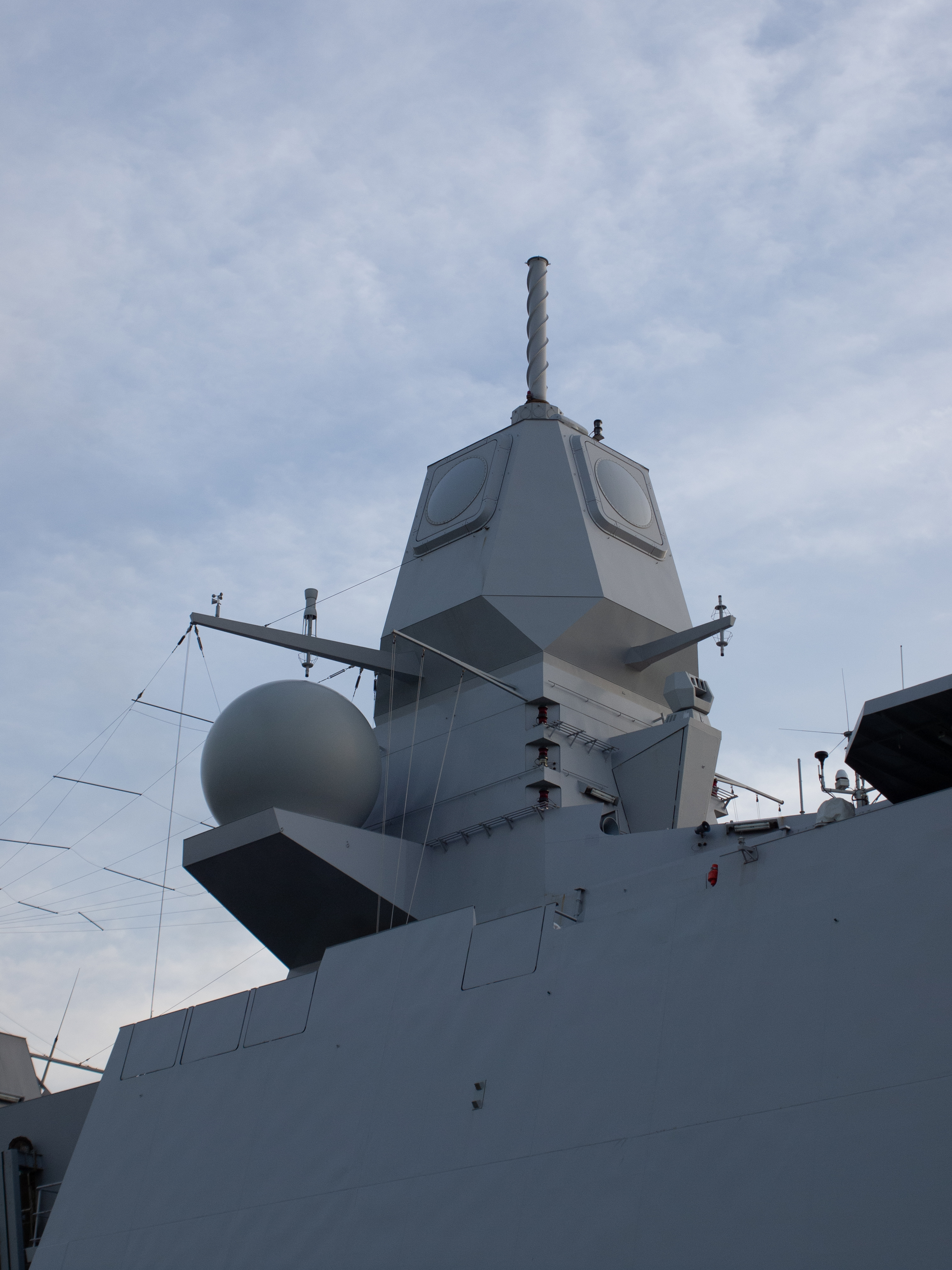
メインマスト周りの全体像

### 武器システム
上記の経緯により、本級の武器システムはTFC計画に基づいて開発されたものであり、NAAWS（NATO Anti-Air Warfere System: NATO対空戦闘システム）のコンセプトに基いている。その火力となる艦対空ミサイル（SAM）としては、艦隊防空用としてはSM-2ブロックIIIA、また個艦防空用としてはESSMと、いずれもアメリカ製のミサイルが用いられる。これらのミサイルは、40セルのMk.41 mod.11 VLSに収容されており、標準的には、SM-2とESSMが32発ずつ搭載される（ESSMはクアッドパックであるため、1セルに4発装填される）。
また弾道ミサイル防衛（BMD）能力の付与も計画されている。2006年末、ハワイ州カウアイ島沖合の太平洋ミサイル試射場で行なわれた戦域弾道弾追尾演習（TRACKEX）に「トロンプ」が参加し、短距離弾道ミサイル（SRBM）を模した標的に対して探知・追尾および追尾データのリンク 16を通じた共有を行ない、これらの任務を成功裏に遂行した。同演習参加に当たり、新規開発によりSMART-LレーダーにELR (Extended Long Range) モードを付加することで、最大探知距離は480kmまで延伸されていた。その後、2011年9月には、ELRモードを全艦に付与する改修がタレス・ネーデルラント社に対して発注された。この改修によって、2017年までに、弾道ミサイルに対する追尾距離は最大で2,000kmまで延伸される計画である。
艦砲としては、当初は前任者にあたるトロンプ級フリゲートからの流用によって46口径120mm連装砲を搭載することが検討されていたが、これらはもともとホラント級駆逐艦からの流用によってトロンプ級に搭載されたものであったことから、老朽化が深刻であり、結局、オート・メラーラ社の54口径127mm単装速射砲が採用された。これらの砲は、カナダ海軍がイロクォイ級駆逐艦のTRUMP改修に伴い、防空艦装備の代償として撤去したものの流用である。また近接防空用として、GAU-8 30mmガトリング砲を用いたゴールキーパーCIWSも搭載される。近距離用として20mm単装機銃も装備されていたが、これは2004年に12.7mm単装機銃に換装された。
対艦兵器としてはハープーン艦対艦ミサイルの4連装発射筒2基を搭載しており、2013年までにブロックIIに更新された。またMk.41 VLSを更に8セル追加搭載してトマホーク巡航ミサイルを搭載することも検討していたが、2007年、この計画は放棄された。ただしVLSの搭載スペースそのものは確保されている。対潜兵器としては固定式の324mm連装魚雷発射管2基を装備する。

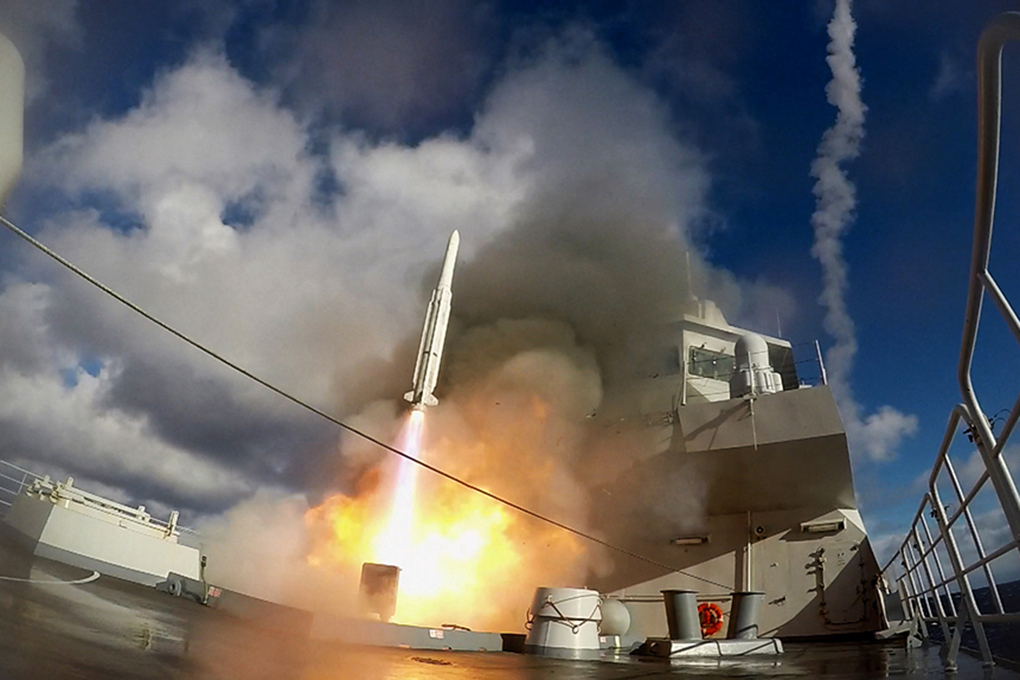
Mk.41VLSからのSM-2対空ミサイル発射
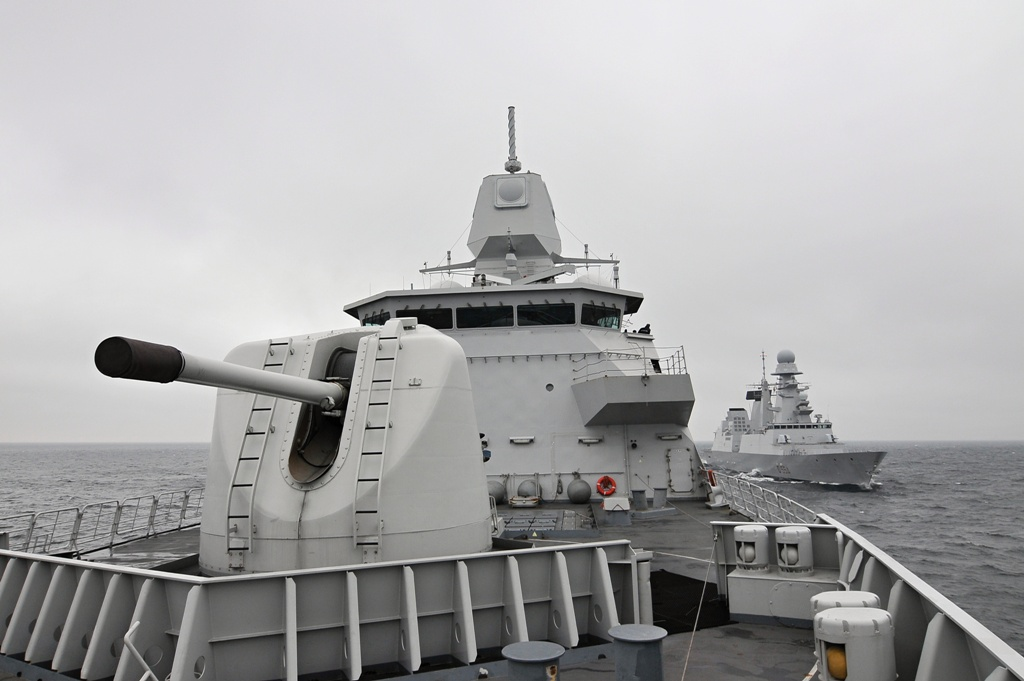
オート・メラーラ54口径127mm単装速射砲
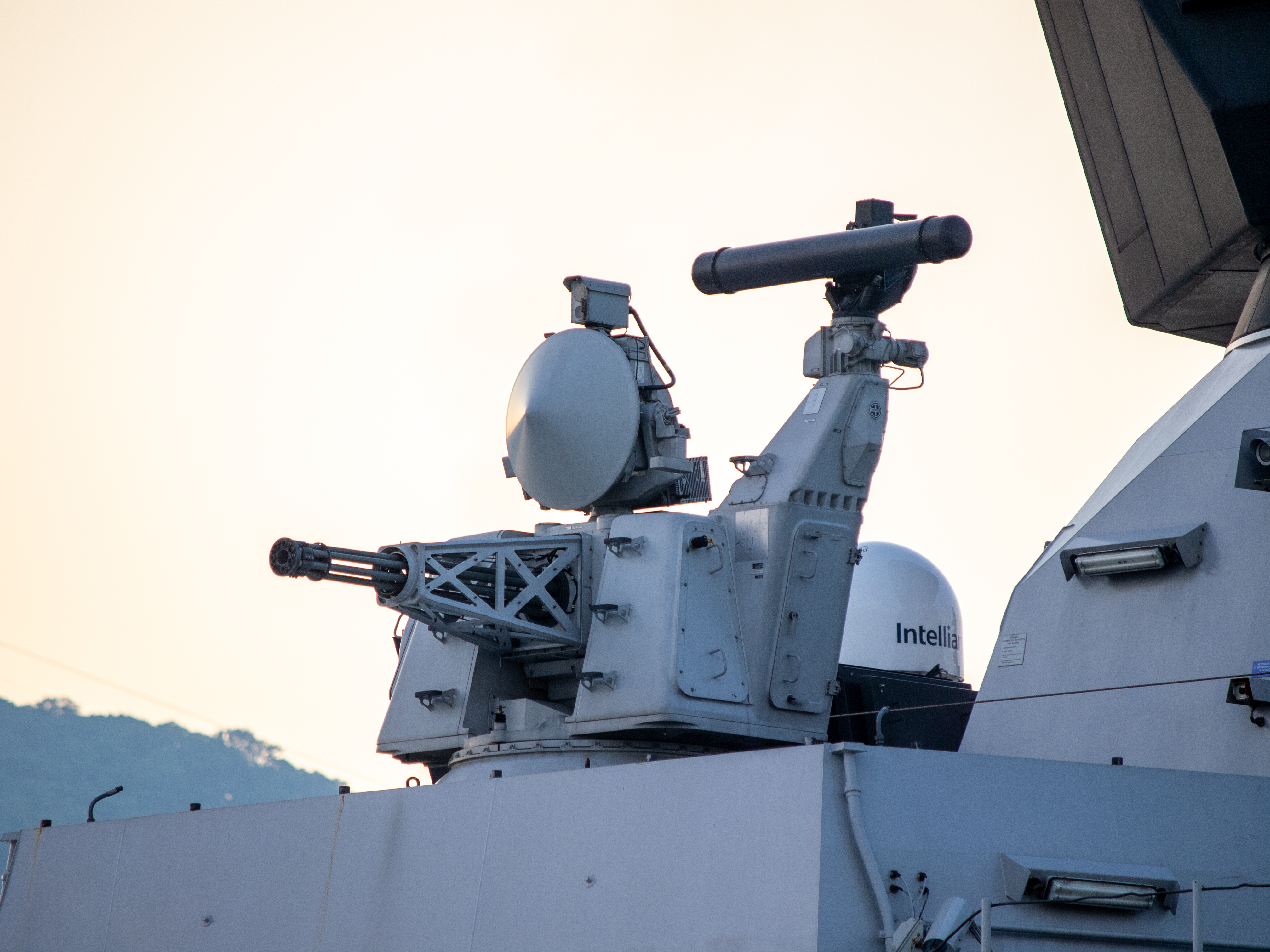
格納庫上方に備えられたゴールキーパーCIWS
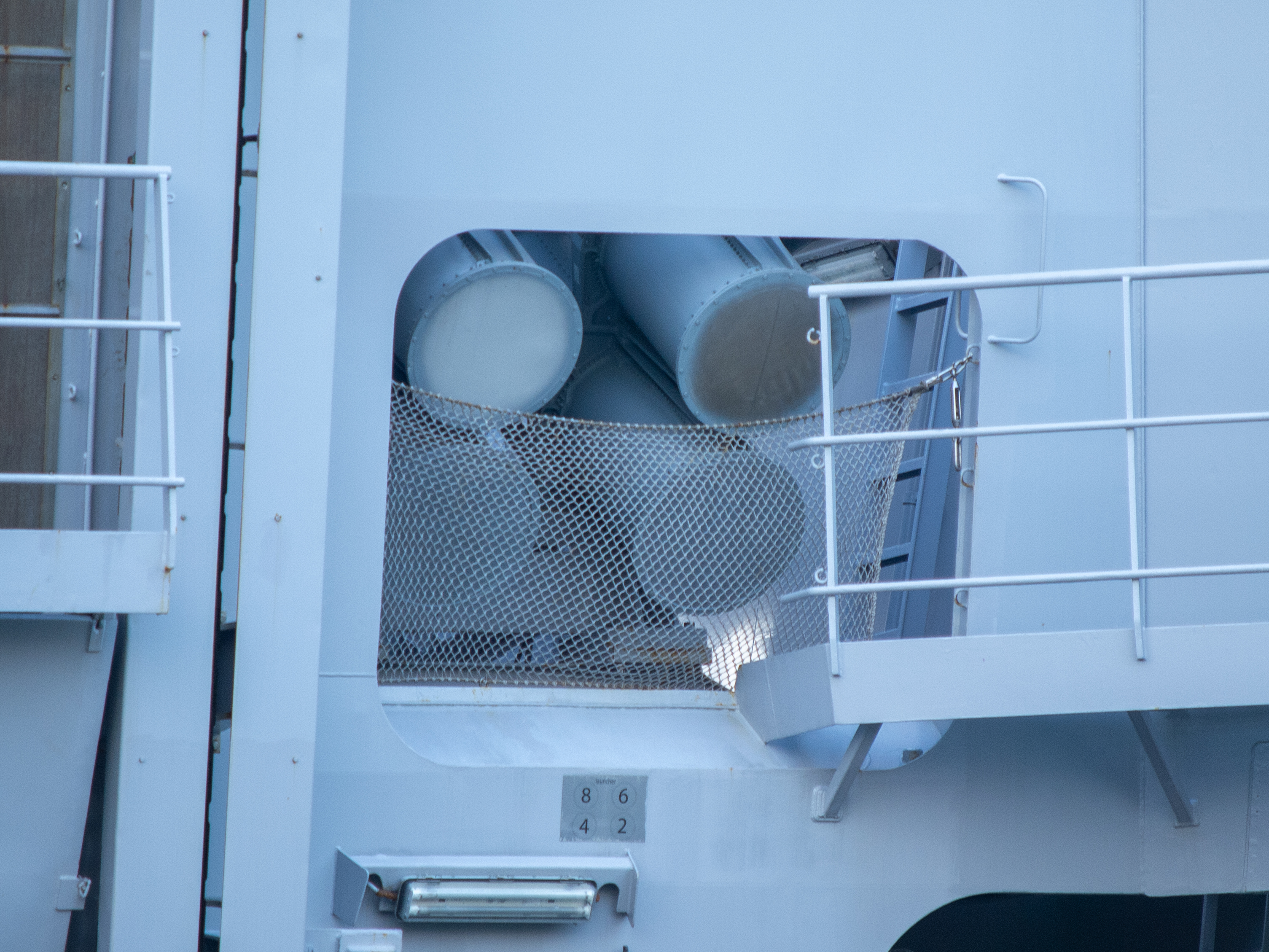
船体中部に備えられたハープーン対艦ミサイル（後端部分）
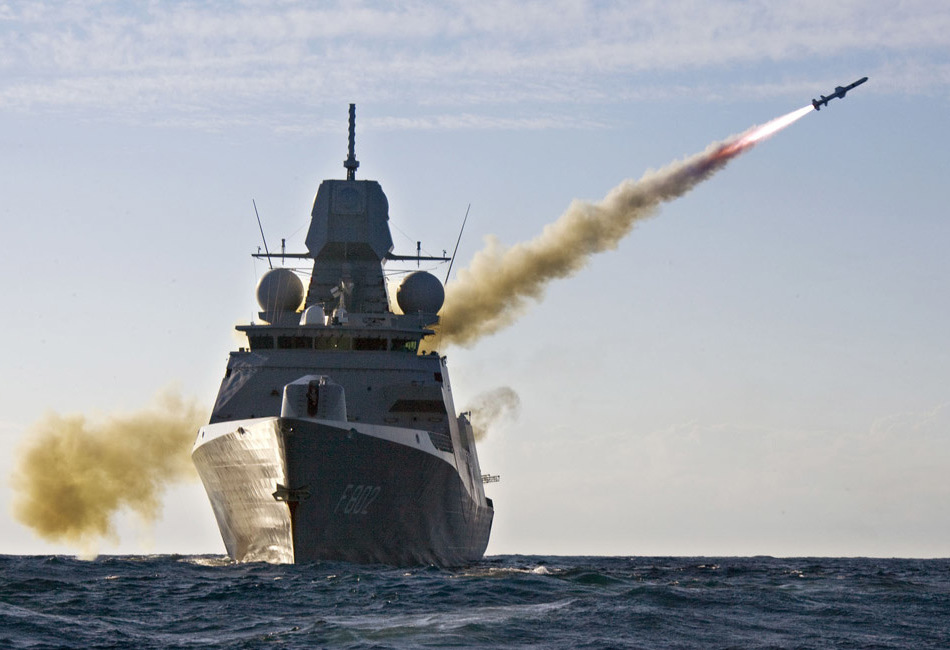
ハープーン対艦ミサイル発射
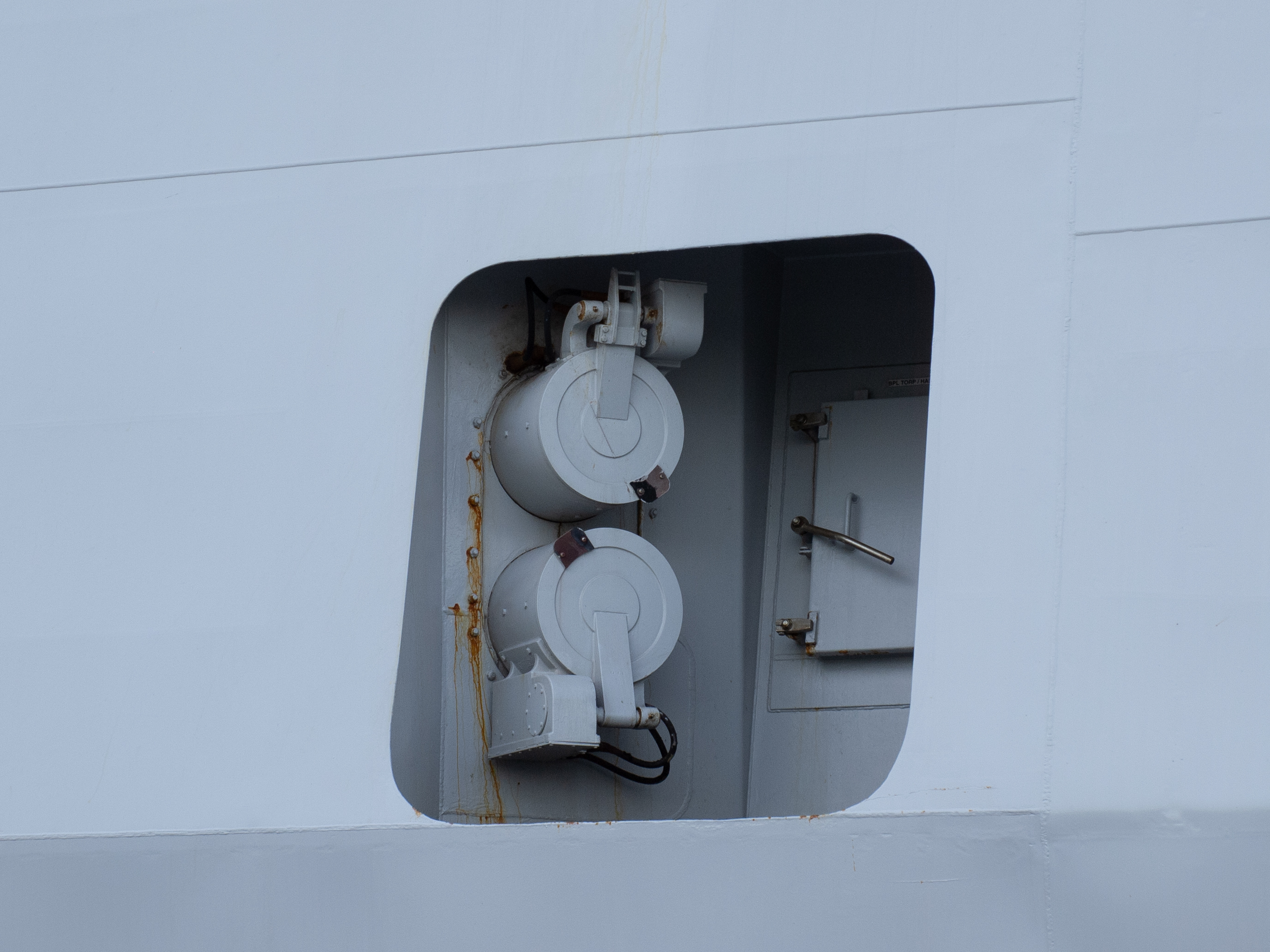
舷側に備えられた324mm連装魚雷発射管Mk.32 Mod.9

### 艦載機
船尾甲板は全長27メートルのヘリコプター甲板とされており、SAMAHE着艦拘束装置の設置も検討されている。艦載機用として、弾庫には短魚雷24発と空対艦ミサイル12発を収容できる。
艦載機としてはリンクス哨戒ヘリコプター1機が定数とされており、また2010年の改装によってより新しく大型のNFH90の運用にも対応した。

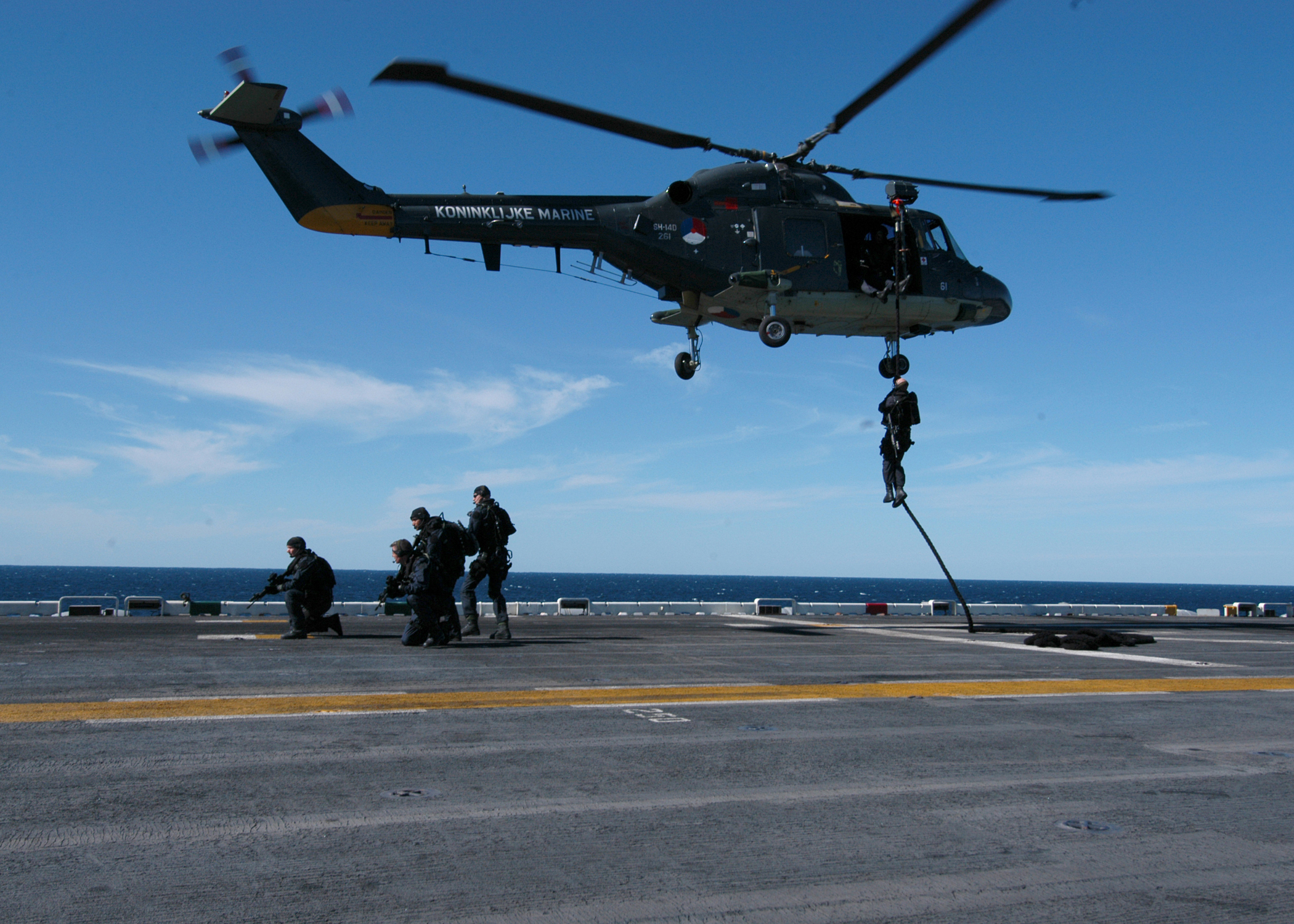
従来の艦載機であるリンクス
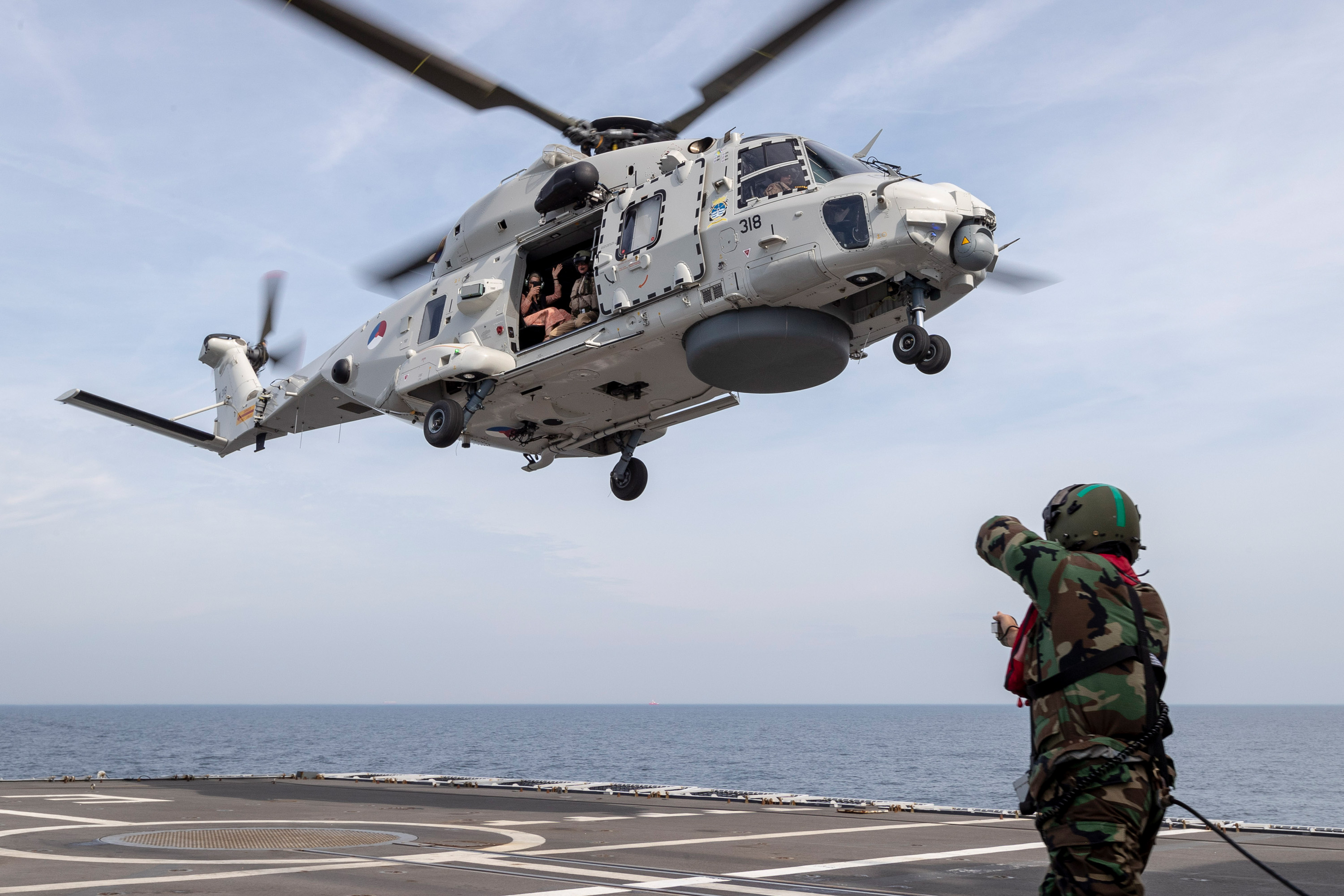
NFH90による発着艦
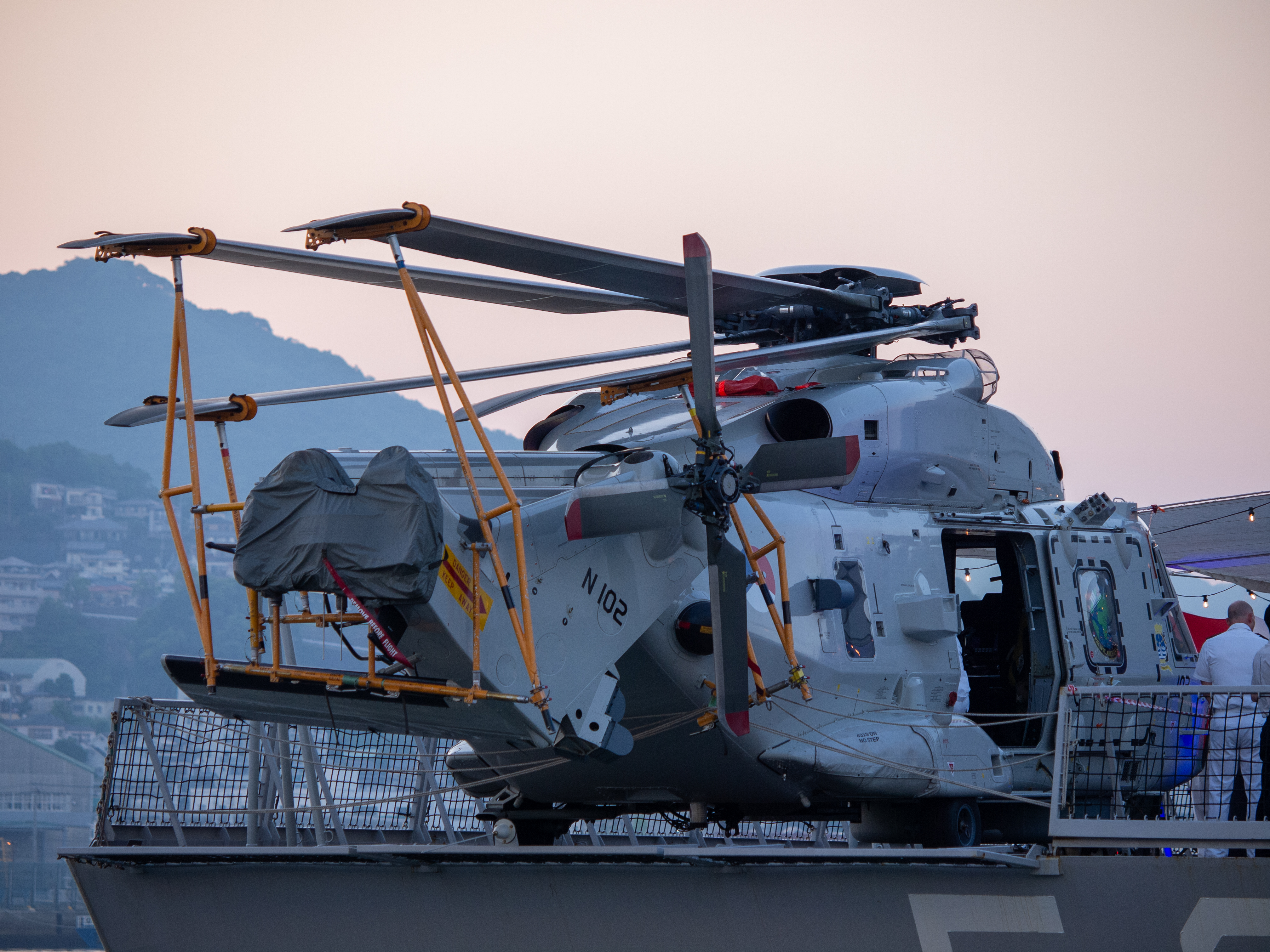
格納形態のNFH90

## ギャラリー

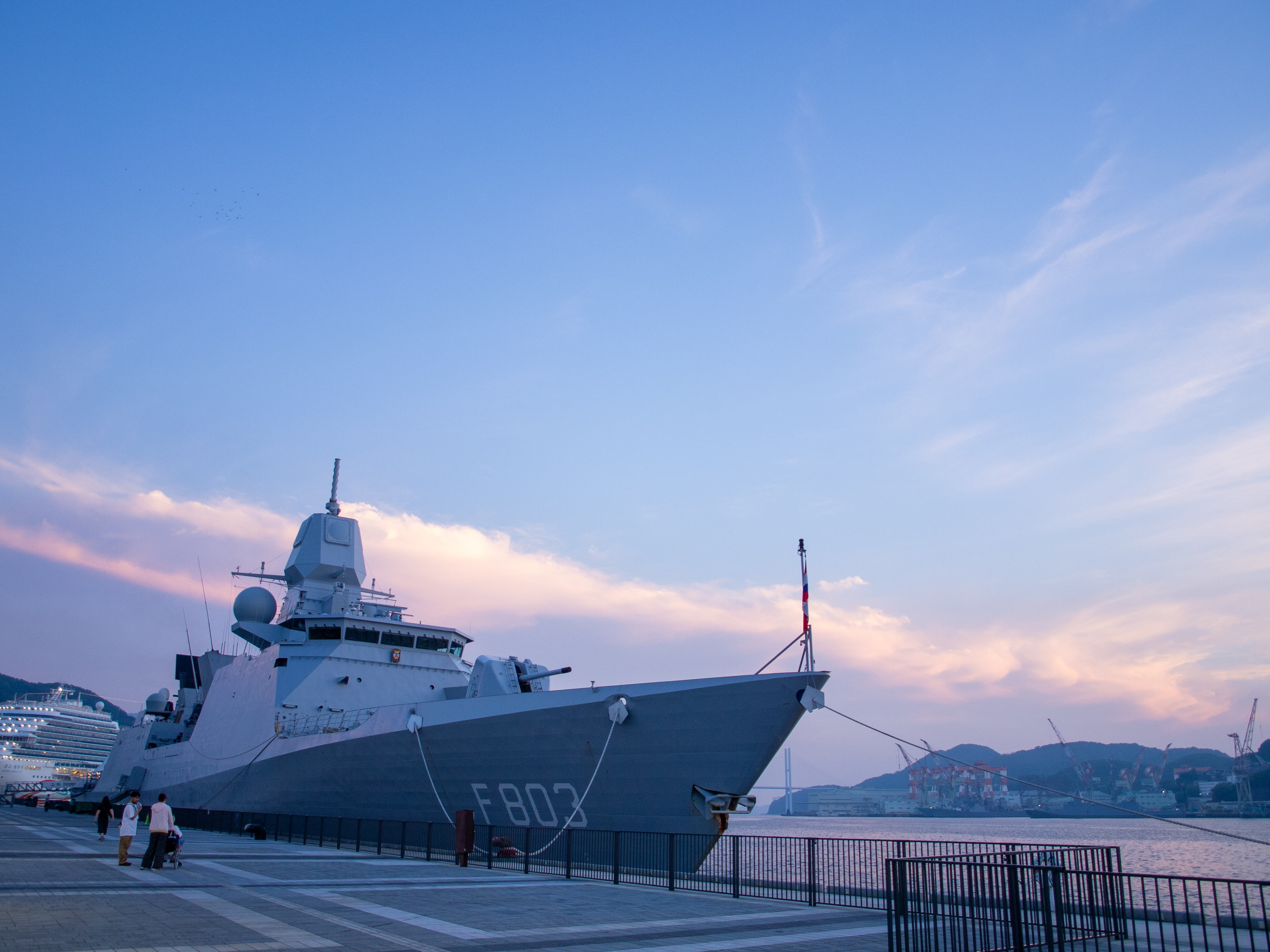
長崎港の出島埠頭（長崎水辺の森公園）に入港した「トロンプ」。右手後方に見えるのは三菱重工長崎造船所と、そこで建造・整備されている「あがの」、「ちょうかい」、「こんごう」。
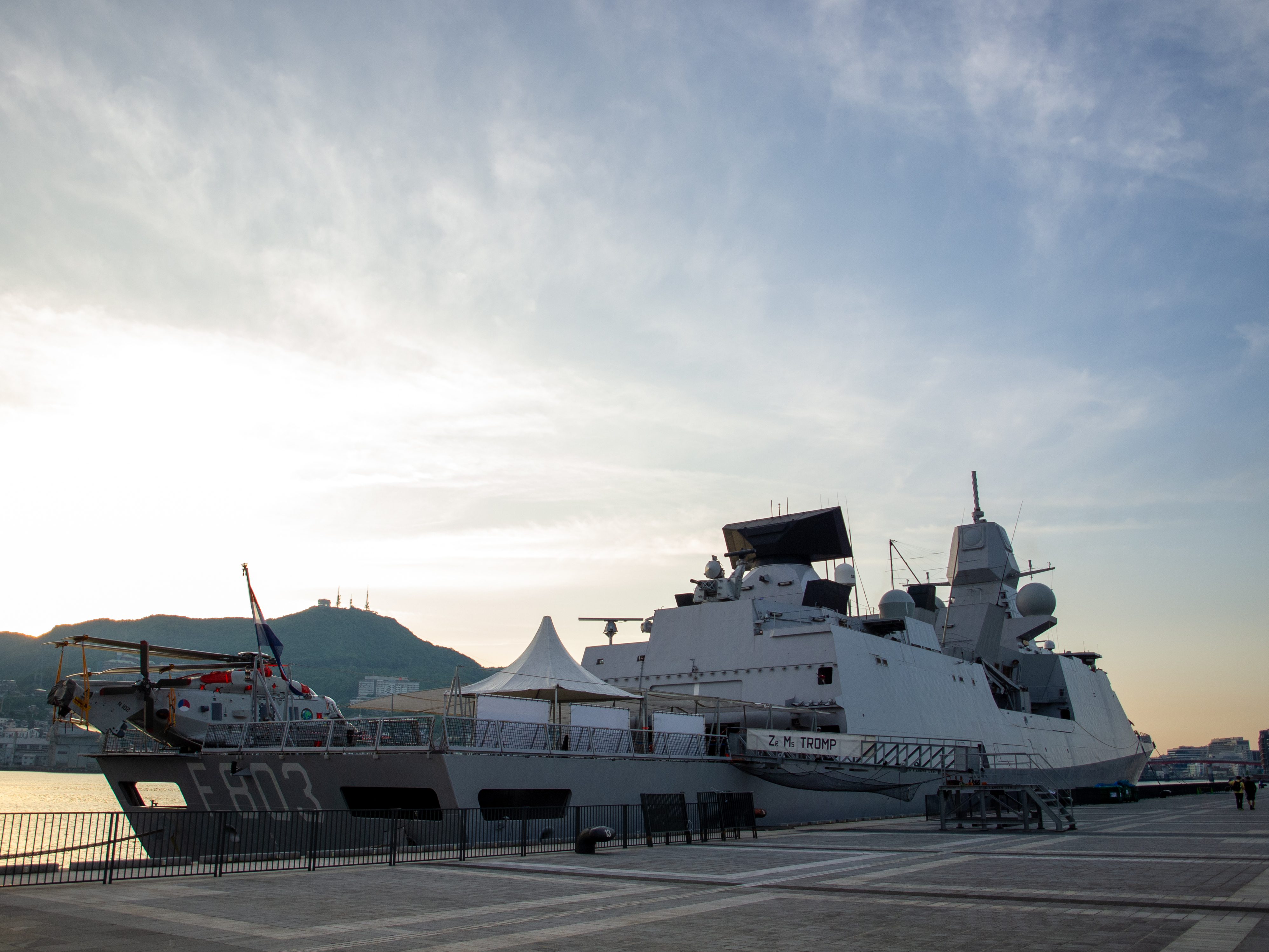
同「トロンプ」。飛行甲板にはNFH90が格納状態で係止されている。左手後方には稲佐山が見える。

## 同型艦
| 艦番号 | 艦名                                                       | 起工          | 進水           | 就役           | 備考（艦名由来）                                               |
| ------ | ---------------------------------------------------------- | ------------- | -------------- | -------------- | -------------------------------------------------------------- |
| F802   | デ・ゼーヴェン・プロヴィンシェン HNLMS De Zeven Provinciën | 1998年 9月1日 | 2000年 4月8日  | 2002年 4月26日 | オランダの別称                                                 |
| F803   | トロンプ HNLMS Tromp                                       | 1999年 9月3日 | 2001年 4月7日  | 2003年 3月14日 | オランダ海軍マールテン・トロンプ提督、コルネリス・トロンプ提督 |
| F804   | デ・ロイテル HNLMS De Ruyter                               | 2000年 9月1日 | 2002年 4月13日 | 2004年 4月22日 | オランダ海軍ミヒール・デ・ロイテル提督                         |
| F805   | エヴァーツェン HNLMS Evertsen                              | 2001年 9月6日 | 2003年 4月19日 | 2005年 7月10日 | 多くのオランダ海軍英雄を輩出したエヴァーツェン家               |